# Viktor Mussik
Viktor Mussik (23. prosince 1899 Královské Vinohrady – 19. listopadu 1952 Praha) byl český cestovatel, spisovatel a redaktor.

## Život

### Mládí
Narodil se v rodině úředníka Karla Mussika (1845–??) a jeho manželky Leopoldiny, rozené Hubertové (1872–??). Otec byl podruhé ženat; s první manželkou Valburgou, rozenou Reichlovou, (1850–1890) měl tři syny (dva předčasně zemřeli) a dvě dcery.
Viktor Mussik vystudoval reálku a začal studovat obchodní akademii. Studia přerušila 1. světová válka, do které musel narukovat a dostal se na ruskou italskou frontu. Na jaře 1918 byl na italské frontě raněn.

### Po vzniku Československa
V roce 1919, po skončení 1. světové války, dostudoval Viktor Mussik obchodní akademii v Praze a tři roky pracoval jako úředník. Byl aktivní sportovec, zejména byl poměrně úspěšný v boxu.

### Cestovatel

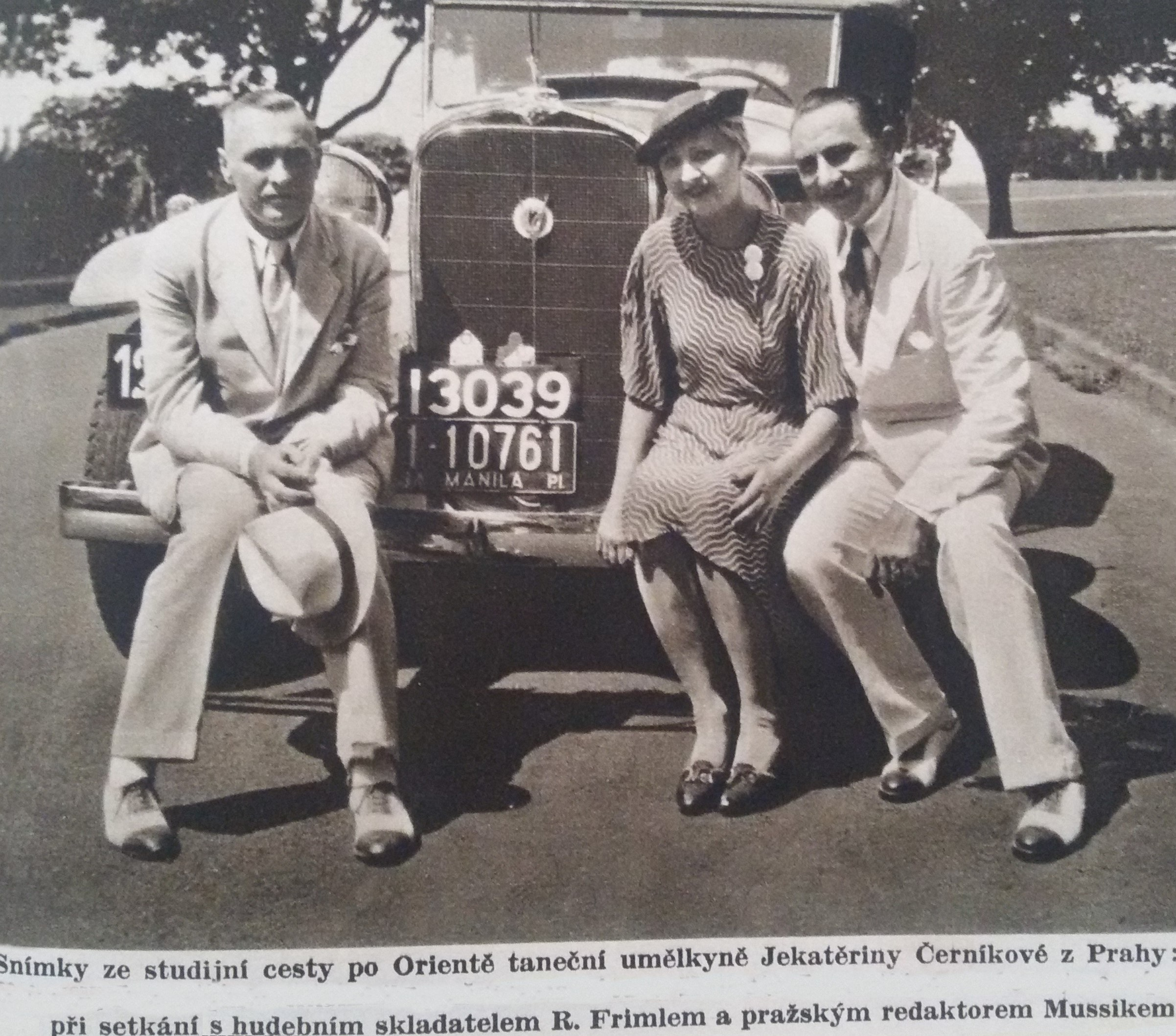
Rudolf Friml a Viktor Mussik, Filipíny 1935

Od roku 1923 do roku 1939 intenzivně cestoval. Po roce 1923 již jeho cesty byly spolufinancovány českými periodiky, pro které psal z cest reportáže:
- 1923 – Ještě jako pojišťovací úředník se vydal na jaře 1923 na cestu Balkánem do Istanbulu a Řecka. V polovině roku 1923 se vyjel se dvěma přáteli na první velkou cestu. Jak uvedl v knize Trampem od Nilu až k Jordánu, záměrem bylo poznat Indii. Jeho putování přes Balkán do Egypta a zemí Blízkého východu skončilo v Alexandrii, kde onemocněl a jeho přátelé pokračovali do Indie bez něj. Mussik sám pak navštívil např. Jeruzalém, Nazaret, Tel Aviv a Libanon. Z této cesty se vrátil v říjnu 1923.[p 3]
- 1924 – Jako zpravodaj Práva lidu navštívil Maroko, Tunisko a Alžírsko.
- 1925–1926 – Mussik se konečně vydal na cestu do Indie. Přes Istanbul, Kypr, Libanon, Sýrii a Irák přicestoval do Kalkaty. Navštívil Himálaje i jižní Indii a Ceylon (nyní Srí Lanka). V říjnu 1926 se vrátil do Prahy. Z cest psal především pro České slovo a Večerník Českého slova.
- 1927 – Mussik znovu navštívil Maroko a Alžírsko.
- 1928 – Do Moskvy přijel, aby zhlédnul Všesvazovou spartakiádu, která se konala 12.–24. srpna; o svých zážitcích psal pro Rudé právo.[6]
- 1929 – Jako reportér časopisů Venkov a Světozor odjel do rovníkové Afriky. Vycestoval v prosinci 1928, vrátil se po roce. Během této doby spatřil tyto země: Senegal, Gambie, Sierra Leone, Libérie, Côte d'Ivoire, Zlatonosné pobřeží (dnes Ghana), Belgické Kongo (dnes Demokratická republika Kongo), Jihoafrická unie (dnes Jihoafrická republika), Jižní Rhodesie (dnes Zimbabwe).
- 1931 – Jako reportér časopisů Venkov a Večer se vydal do Habeše (dnes Etiopie), kde byl mj. přijat císařem Haile Selassie I. (Kniha Výlet do středověku vyšla až po návratu z asijské cesty, v roce 1935.)
- 1932–1935 – V únoru 1932 odjel Mussik do Šanghaje.[7] V Asii, kde pobyl tři roky, procestoval Mandžusko, Filipíny, Borneo, Singapur, Siam (dnes Thajsko) a Japonsko. Do Prahy se vrátil v červnu 1935. Lidové noviny kladně ocenily knihu Žlutí nastupují, kterou po této cestě vydal v roce 1936.[8]
- 1936 – Italský král Viktor Emanuel II. vyznamenal Viktora Mussika Rytířským řádem italské koruny.[9]
- 1937 – Pro deník České slovo a časopis A–Zet vycestoval na Blízký východ. Navštívil mj. dnešní Izrael, Egypt, Sýrii, Irák a Írán. Přes Baku a Charkov se vrátil vlakem do Československa.
- 1939 – Těsně před zánikem 2. republiky, v únoru 1939, putoval jako redaktor ČTK do Itálie, Tuniska a Libye.

### Za německé okupace
Druhá světová válka ukončila Mussikovo cestování po mimoevropských destinacích. Opakovaně navštívil Německo, Itálii, v roce 1940 též Libyi a v roce 1942 ještě Norsko. Cesta do Norska byla jeho posledním výjezdem.
Byl členem kulturní delegace, která v září 1940 na pozvání Josepha Goebbelse navštívila Německo a okupované Nizozemsko. Spolu s předními představiteli české kultury se zúčastnil ve skupině novinářů, mezi kterými byli významní kolaboranti Vladimír Krychtálek a Karel Lažnovský.
V roce 1942 odešel z ČTK, aby se stal šéfredaktorem nového měsíčníku Lidé práce, který vycházel do roku 1945. Jednalo se o měsíční přílohu agitačního týdeníku Český dělník, určeného Čechům totálně nasazeným na práci v Německu. Kolaborant Vladimír Krychtálek, který byl tehdejším šéfredaktorem Venkova tak byl jeho nadřízeným.

### Po 2. světové válce
V roce 1945 byl Viktor Mussik jako novinář měsíčníku Lidé práce označen za kolaboranta a spolu s mnoha dalšími novináři vyloučen z Národního svazu novinářů. Podle tohoto rozhodnutí nebyl připuštěn k další novinářské činnosti.
Jiřina Todorovová z Náprstkova muzea však upozorňuje, že žádný z jeho článků, knih či fotografií nenese stopy rasismu či antisemitismu. Na druhou stranu již v knize Výlet do středověku se netajil se sympatiemi k italskému fašismu, když vznik druhé italsko-etiopské války označil jako „...mužné rozhodnutí Mussoliniho, učiniti konec všem tam klíčícím intrikám a přizpůsobiti Habeš k soužití ve svazku civilisovaných národů...“ a budoucnost Habeše viděl v její kolonizaci. Stejně tak v roce 1940 při návštěvě Libye podporoval tehdy probíhající italskou kolonizaci země.
Rozhodnutím o vyloučení z Národního svazu novinářů skončila Mussikova žurnalistická dráha, i když později bylo odvolací komisí rozhodnuto, že zákaz činnosti je dočasný, do 22. května 1948. Stejně tak bylo v roce 1948 zastaveno trestní stíhání proti Viktoru Mussikovi. Krátký čas pracoval jako recepční v pražském hotelu Ambassador. Opakovaně žádal o cestovní pas, ten mu však nebyl vydán. Zemřel po dlouhé nemoci v Praze.

## Dílo

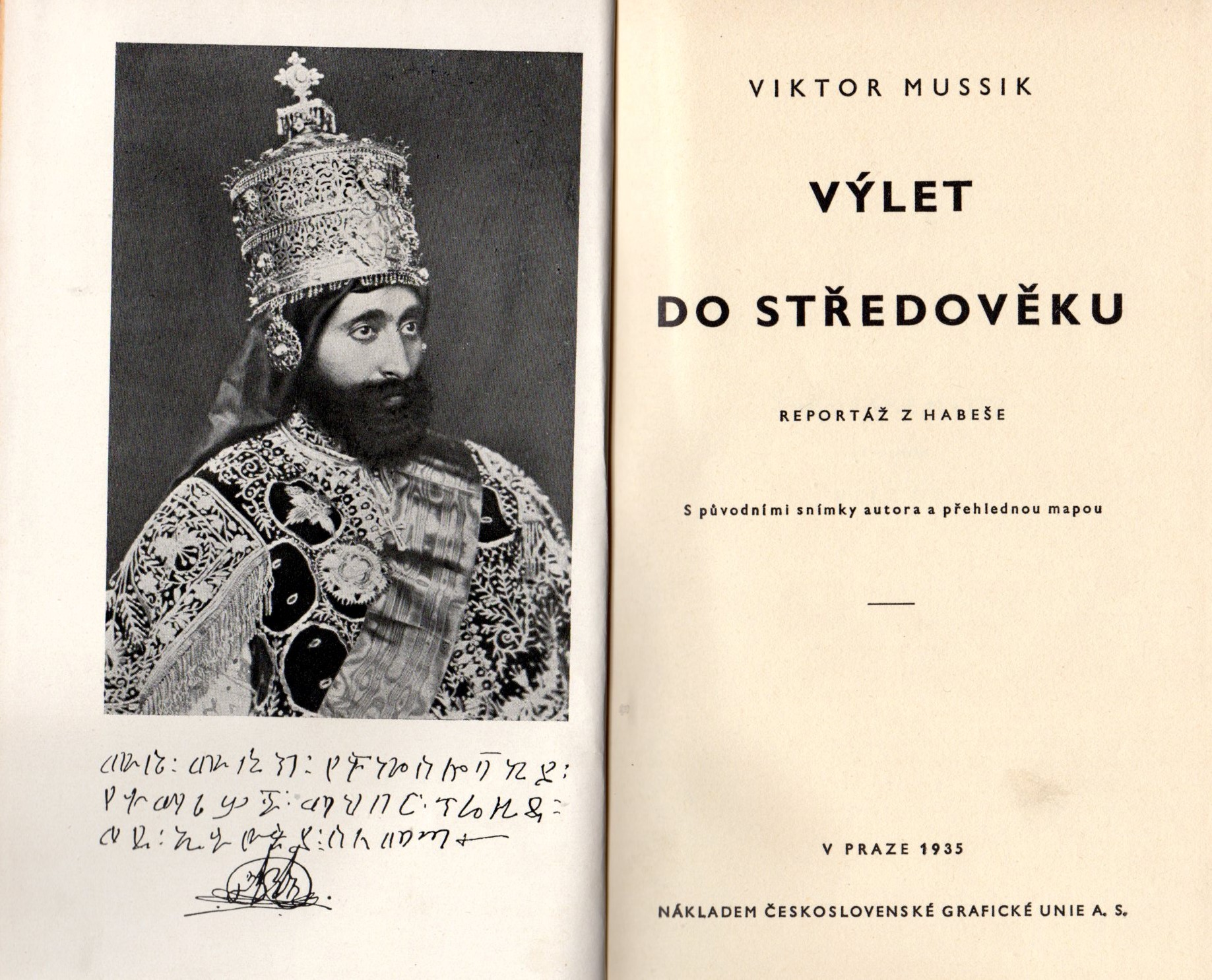
Viktor Mussik: Cesta do středověku, 1935 (titulní strana s portrétem císaře Haile Selassie I.)

Jak vyplývá z Mussikových cestopisů, nebyla cílem vědecká hodnota, jako tomu bylo třeba u jiného cestovatele té doby, Jiřího Bauma. Zejména z počátku se jednalo se v zásadě o popisy a postřehy z putování s minimálními náklady. Později zasazoval svá pozorování do širších politických souvislostí.

### Příspěvky do tisku
Viktor Mussik přispíval do mnoha deníků a časopisů, byl uváděn jako dopisovatel časopisu Venkov. Jeho fotografie a reportáže zveřejňoval např. týdeník Pestrý týden. V denících Národní politika a Národní listy se objevovaly jeho články o zahraničí, někdy ve stejném znění v obou denících.

### Knižní vydání
Knihy Viktora Mussika byly doprovázeny jeho vlastními fotografiemi, Trampem od Nilu až k Jordánu i kresbami.
- Trampem od Nilu až k Jordánu (ilustroval Viktor Mussik; Praha, Vortel a Rejman, 1924)
- Výlet do středověku (reportáž z Habeše; v Praze, Československá grafická Unie)[p 5]
- Žlutí nastupují (V Praze, Československá grafická Unie, 1936)

### Fotografie Viktora Mussika v Náprstkově muzeu
Sestra Viktora Mussika Jaroslav Fiedlerova věnovala pražskému Náprstkovu muzeu jeho etnografické sbírky a fotografie z cest. Přes 2 000 těchto fotografií je dostupných online na webových stránkách Národního muzea, cestovatelův osobní archiv je uložen v Náprstkově muzeu.
V roce 2013 vydalo Národní muzeum CD-rom s fotografiemi, s doprovodným textem Jiřiny Todorovové.